# 서종중학교
서종중학교(西宗中學校)는 대한민국 경기도 양평군 서종면 문호리에 있는 사립 중학교이다.

## 학교 연혁
- 1948년 8월 : 서종 고등 공민 강습원 설립 기성회 발족
- 1949년 2월 17일 : 서종 고등 공민학교 개교
- 1969년 2월 20일 : 학교 운영권을 학교법인 수송학원 인수
- 1971년 1월 25일 : 서종 중학교 설립인가
- 1971년 3월 15일 : 서종 중학교 개교
- 1973년 2월 : 서종 고등 공민학교 총 졸업생 435명
- 1974년 7월 27일 : 학교 법인 경해 학원 설립
- 1981년 12월 15일 : 학교 법인 선덕 학원 설립
- 1986년 12월 6일 : 본관 신축
- 1988년 11월 10일 : 본관 2층 증축
- 1993년 6월 19일 : 강당 신축
- 1998년 9월 16일 : 학교 법인 양진 학원 설립 및 이사장 김영수 선생 취임
- 2010년 9월 1일 : 체육관 준공
- 2013년 5월 24일 : 학교법인 양진학원 이사장 임종원 취임
- 2014년 10월 24일 : 급식실 증축
- 2020년 3월 1일 : 황일수 교장 취임
- 2020년 12월 31일 : 제48회 졸업 졸업생 77명, 중학교 총 졸업생수 3,787명

## 참고 자료
- 서종중학교 - 한국교육학술정보원 학교알리미